# Sta. Margherita Lines

Sta Magherita Lines, Skizze

Die Sta. Margherita Lines sind eine Befestigungsanlage auf Malta. Sie wurden von Vincenzo Maculano da Firenzuola entworfen. Ihr Bau wurde 1638 unter der Herrschaft des Großmeisters Jean de Lascaris-Castellar begonnen und erst im 18. Jahrhundert abgeschlossen.
Während der Großen Belagerung von 1565 wurden die Städte Birgu und Senglea von den ostwärts gelegenen Santa-Magherita-Höhen durch türkische Artillerie beschossen. Obwohl bei einer Inspektion der Befestigungen 1635 ein noch akzeptabler Reparaturbedarf festgestellt wurde, erkannte man die ungünstige Lage der Stadtbefestigungen. Es erschien daher unumgänglich, die landseitige Befestigung der Städte weiter nach Süden zu verschieben und dabei die genannten Höhenzüge einzuschließen. Ein entsprechender Vorschlag wurde durch den Festungsbaumeister Vincenzo Maculano da Firenzuola erstellt. Gleichzeitig wurde Raum für die Stadterweiterung gewonnen. Zwischen Birgu und Senglea und den Sta. Margherita Lines entstand später die Stadt Cospicua.
Die von den Lines eingeschlossene Fläche ist ungefähr 800 m breit und ca. 600 m tief. Die Sta. Margherita Lines bestanden aus einer Mauer aus Bruchstein, die mit insgesamt sechs Bastionen versehen war. Der zentrale Teil der Befestigung wurde während der britischen Besatzungszeit zum Fort Verdala ausgebaut.
Ursprünglich als Firenzuolas Lines bezeichnet, wurde der Grundstein am 30. Dezember 1638 durch den Großmeister Jean de Lascaris-Castellar gelegt. Im Jahre 1645 musste der Bau unterbrochen werden, obwohl die Befestigungen erst zur Hälfte fertiggestellt waren. Zwischenzeitlich hatte der Bau der Cottonera Lines begonnen. Deren Baukosten waren jedoch so enorm hoch – insgesamt 1.400.000 Scudi –, dass Großmeister Gregorio Carafa die Einstellung dieses Baus anordnete. Mit den eingesparten Finanzmitteln sollten stattdessen bereits vorhandene oder begonnene Befestigungen ausgebaut bzw. komplettiert werden. Der Bau der Sta. Margherita Lines wurde 1697 durch Großmeister Ramon Perellos y Roccaful wieder aufgenommen, 1720 unter Marc’Antonio Zondadari fortgeführt und schließlich 1736, nach 98 Jahren Bauzeit, durch Großmeister Antonio Manoel de Vilhena abgeschlossen. Die Baukosten beliefen sich auf 70.000 Scudi.